# Luci Canidi Cras
Luci Canidi Cras (en llatí Lucius Canidius Crassus) va ser un militar i polític romà que era a la Gàl·lia l'any 43 aC quan Marc Antoni, després de la batalla de Mutina, es va refugiar en aquestes terres. Cras va aconseguir que el seu cap, Lèpid, unís les seves tropes amb les de Marc Antoni.
Tres anys més tard, l'any 40 aC, va ser cònsol sufecte amb Luci Corneli Balb, i després, l'any 39 aC, va ser un dels legats de Marc Antoni, a qui va acompanyar en la seva campanya contra els Parts.
L'any 38 aC, quan Marc Antoni va tornar d'aquesta expedició, Canidi Cras es va quedar a Armènia i va continuar la guerra contra els armenis i els parts amb un gran èxit, ja que va derrotar els armenis, i també als reis d'Ibèria del Caucas i d'Albània del Caucas, i va penetrar fins al centre de la regió del Caucas.
A la campanya de Marc Antoni contra els Parts l'any 36 aC, Cras va ser tan desafortunat com els altres generals romans, i va patir patir grans pèrdues, cosa que els va obligar a retrocedir.
L'any 32 aC, quan Marc Anton va resoldre fer la guerra a Octavi, Cras va ser nomenat cap de les forces estacionades entre Armènia i la costa de la mar Mediterrània. A l'inici de la guerra, molts dels amics de Marc Anton li van aconsellar que apartés a Cleòpatra de l'exèrcit, però Cras, que havia estat subornat per la reina, s'hi va oposar i Cleòpatra va acompanyar al seu amant a la guerra. Poc després Cras va aconsellar a Marc Antoni que la tornés a Egipte i que planegés la batalla decisiva a terra i no al mar. Però aquest consell no va ser escoltat. Durant la batalla d'Àccium, Cras, que tenia el comandament de les forces de terra de Marc Antoni, només va actuar d'espectador. Després de la batalla essencialment marítima, Cras i el seu exèrcit es van quedar durant set dies en aquell lloc esperant que Marc Antoni tornés. Però finalment Cras, desesperat, va encaminar les seves tropes a Alexandria seguint Marc Antoni, on aquest havia de decidir sobre el destí del seu exèrcit. Després de la caiguda de Marc Anton, Cras va ser executat per ordre d'Octavi. Va morir com un covard, tot i que en els seus temps d'èxit polític presumia de que la mort no li feia por.